# Междуречье (Тюльганский район)
Междуречье — село в Тюльганском районе Оренбургской области России. Входит в состав Троицкого сельсовета.

## История
В 1962 г. указом Президиума Верховного Совета РСФСР хутор Старая Америка переименован в село Междуречье.

## Население
| 2010 |
| ---- |
| 67   |